# Villefranche-de-Lonchat

Villefranche-de-Lonchat este o comună în departamentul Dordogne din sud-vestul Franței. În 2009 avea o populație de 923 de locuitori.

## Evoluția populației
| An        | 1975 | 1982 | 1990 | 1999 | 2006 | 2009 |
| --------- | ---- | ---- | ---- | ---- | ---- | ---- |
| Populație | 740  | 801  | 735  | 786  | 838  | 923  |